# Slavko Barbarić (svećenik)
Slavko Barbarić O.F.M. (Dragićina, 11. ožujka 1946. – Međugorje, 24. studenoga 2000.) bio je hrvatski katolički svećenik iz reda franjevaca te crkveni pisac.
Za svećenika je zaređen 1971. godine. Od 1981. do 1984. služio je kao duhovni pomoćnik u Mostaru, ali je uglavnom djelovao u Međugorju nakon navodnih ukazanja u lipnju 1981. godine. Tamo je 1984. imenovan kapelanom te je naslijedio Tomislava Vlašića kao duhovnik navodnih vidioca. Barbarić je ostao u Međugorju sve do premještaja u Blagaj kod Mostara 1985. godine, ali je i dalje nastavio svoje djelovanje u Međugorju, protivno biskupovim naredbama. Zatim je premješten na Humac kod Ljubuškog, ali je samovoljno prešao bez biskupovog dopuštenja u Međugorje gdje ostaje do smrti. Biskup mu je dva puta suspendirao ispovjedničku jurisdikciju zbog neposluha 2000. godine.

## Životopis

### Djetinjstvo i školovanje
Barbarić je rođen u Dragićini kraj Čitluka. Bio je četvrto od šestero djece u obitelji Marka i Luce r. Stojić. Pučku školu pohađao je u Čerinu, a sjemenišnu gimnaziju u Dubrovniku od 1961. do 1965. godine. Na Humcu je završio godinu novicijata te je stupio u franjevački red 14. srpnja 1965. godine. Barbarić je 1966. upisao Teološko-filozofski fakultet u Visokom, a kasnije je nastavio školovanje u Sarajevu. Diplomirao je u Schwazu u Austriji 1971. godine.
Svečane zavjete položio je u La Verni u Italiji 17. rujna 1971., a za svećenika je zaređen u Reutteu u Austriji 19. prosinca 1971. Dok je studirao pastoralnu teologiju u Italiji, bio je impresioniran misticizmom i katoličkom karizmatskom obnovom. Barbarić se tijekom studija u Rimu pridružio katoličkoj karizmatskoj zajednici „Zajedništvo i oslobođenje“ (tal. Comunione e liberazione). Kao član franjevačke zajednice u Frohnleitenu u Austriji, ondje je pastoralno djelovao i pohađao Teološki fakultet u Grazu, gdje je 1973. godine magistrirao pastoralnu teologiju.
Barbarić je kao svećenik prvi put imenovan kapelanom u Čapljini 22. rujna 1973. godine. Tamo je u lipnju 1975. doživio objavljivanje papina dekreta „Romanis Pontificibus“ kojim je Papa naredio preraspodjelu župa u Mostarsko-duvanjskoj biskupiji između franjevaca i dijecezanskog klera. U Čapljini Barbarić ostaje do 1978. godine kada odlazi na studij u Freiburg u Njemačkoj. Tamo je postigao doktorat iz religiozne pedagogije, a naslov psihoterapeuta stekao je 1982. godine.

### Međugorski fenomen
Dok je bio u Freiburgu, u lipnju 1981., navodni vidioci marijanskih ukazanja imali su prva viđenja. Barbarić je imenovan kapelanom u Mostaru 18. kolovoza 1981. godine. U Mostaru je vršio službu duhovnog pomoćnika, a glavna mu je zadaća bila vjerski odgoj mladeži i studenata. Tu je dužnost koristio da što češće ide na hodočašće sa studentima u Međugorje. Njegovo pastoralno djelovanje postalo je uglavnom usmjereno na Međugorje.
Biskup Pavao Žanić, ne znajući za njegovo nedopušteno djelovanje u Međugorju, odobrio je 16. kolovoza 1984. zahtijev Hercegovačke franjevačke provincije da ga se imenuje međugorskim kapelanom. Barbarić je naslijedio Vlašića na mjestu duhovnika navodnih vidioca. Barbarić je nastavio voditi Kroniku ukazanja koju je započeo Vlašić. I Barbarić i Vlašić obučavali su mlade vidioce. Prema riječima splitskog nadbiskupa Frane Franića, pobornika međugorskih ukazanja, Barbarić je kao stručan psiholog poučavao vidioce kako bi ih pripremio za viđenja i čuda.
Nedugo nakon Barbarićeva novog imenovanja, biskup je 3. siječnja 1985. zatražio od Hercegovačke franjevačke provincije premještaj Barbarića iz Međugorja zbog njegove upletenosti u navodna ukazanja. No, Provincija nikada nije odgovorila, dok su navodni vidioci tvrdili da im je Gospa u viziji rekla da Barbarić preuzme župu i da vodi kroniku o njezinim ukazanjima, kako bi „kad ja [Gospa] više ne budem dolazila, ostala potpuna slika svega onoga što se dogodilo.” Nakon biskupova inzistiranja na njegovu premještaju, Barbarić je 20. srpnja 1985. premješten za kapelana u Blagaj kod Mostara.
Barbarić je nastavio svoju djelatnost u Međugorju, promičući kult „Gospe Međugorske” i putujući po svijetu s navodnim vidiocima. U više navrata vršio je egzocizme u svojoj sobi iako za njih nije imao izričitu dozvolu mjesnog ordinarija kako to predviđa Zakonik kanonskog prava. Tri godine kasnije Franjevačka provincija predložila je biskupu da ga imenuje kapelanom na Humcu u Ljubuškom, što je biskup odobrio 16. rujna 1988. godine. Barbarić je i nakon premještaja na Humac ostao najviše aktivan bez dopuštenja u Međugorju.
U zaključku Biskupske konferencije Jugoslavije, objavljenom u Zadru 10. travnja 1991., o navodnim ukazanjima, kako je na temelju dotadašnjih ispitivanja nemoguće ustvrditi da se radi o nadnaravnim ukazanjima ili objavama. Ipak, Konferencija je ostavila mogućnost hodočašća. U vezi sa zaključkom Barbarić je izjavio: „Mi imamo svoje svetište. Imamo dopuštenje za narod da ovamo dolazi. Što će nam više vidioci?”
Iste godine u srpnju Provincija je predložila biskupu da Barbarić ostane na Humcu, što je biskup odobrio. No, Barbarić se samoinicijativno vratio u Međugorje, tvrdeći da je to usmeno dogovorio s provincijalom Dragom Toljem, zbog nedostatka ispovjednika. Biskupski ordinarijat nije bio niti obaviješten o premještaju, pa je Barbarić ostao aktivan bez potrebnog biskupova dekreta. Biskupski ordinarijat bio je u previranjima zbog rata u Hrvatskoj i Bosni i Hercegovini koji je izbio u listopadu 1991. godine. Biskupa Žanića je 1993. zamijenio biskup Ratko Perić. Ordinarijat je nastavio redovito komunicirati s Barbarićem, pretpostavljajući da je njegov premještaj u Međugorje legalan.
Godine 1999. biskup Perić traži od Provincije Barbarićev premještaj iz Međugorja, nakon što je ustvrdio da Barbarić djeluje u Međugorju bez pastoralnog dekreta. Barbarić je odbio premještaj, pa mu je biskup 20. veljače 2000. suspendirao ispovjedničku jurisdikciju. Barbarić je od biskupa zatražio reviziju, ali je biskup potvrdio svoju prethodnu odluku. Barbarić se zbog toga žalio Svetoj Stolici, a biskup je inzistirao da Barbarić potpiše Izjavu o posluhu i napusti Međugorje. Izjavu je potpisao 20. lipnja 2000., ali je i dalje ostao aktivan u Međugorju. Dana 30. listopada 2000. još jednom mu je potvrđen prestanak ispovjedne jurisdikcije.
Umro je 24. studenog 2000. godine na Križevcu. Pokopan je na mjesnom groblju Kovačica.

## Poznata djela
- „Razgovori”, Duvno, 1990.
- „U školi ljubavi”, Međugorje, 1993.
- „Molite srcem”, Međugorje, 1994.
- „Slijedi me srcem”, Međugorje, 1997.
- „Biseri ranjena srca”, Međugorje, 1997.
- „Slavite misu srcem”, Međugorje, 1998.
- „Molite zajedno radosna srca”, Međugorje, 1999.
- „Postite srcem”, Međugorje, 2000.

## Počasti
- Prigodna poštanska marka u povodu 10. obljetnice.[8]
- Srednja Škola dr. fra Slavka Barbarića u Čitluku.[9]
- Ulica Fra Slavka Barbarića u Međugorju.

### Knjige
- Kutleša, Dražen. 2001. Ogledalo pravde (PDF). Biskupski ordinarijat Mostar. Mostar.
- Perica, Vjekoslav. 2002. Balkan Idols: Religion and Nationalism in Yugoslav States. Oxford University Press. Oxford.

### Članci
- Perić, Ratko. 2009. Vlašićeva upletenost u "međugorski fenomen" (PDF). Službeni vjesnik biskupija Mostarsko-duvanjske i Trebinjsko-mrkanske. Biskupski ordinarijat Mostar. Mostar.  (2): 181–189
- Perić, Ratko. 2011. U povodu 10. obljetnice smrti fra Slavka Barbarića. Biskupije Mostar-Duvno i Trebinje-Mrkan. Pristupljeno 11. veljače 2023.

### Mrežna sjedišta
- Prigodna poštanska marka u povodu 10. obljetnice smrti fra Slavka Barbarića. www.radiovitez.ba. Pristupljeno 11. veljače 2023.
- Srednja Škola dr. fra Slavka Barbarića. Pristupljeno 11. veljače 2023.